# Pimobendane
 (juin 2022).
La mise en forme du texte ne suit pas les recommandations de Wikipédia : il faut le « wikifier ».
Les points d'amélioration suivants sont les cas les plus fréquents :
- Les titres sont pré-formatés par le logiciel. Ils ne sont ni en capitales, ni en gras.
- Le texte ne doit pas être écrit en capitales (les noms de famille non plus), ni en gras, ni en italique, ni en « petit »…
- Le gras n'est utilisé que pour surligner le titre de l'article dans l'introduction, une seule fois.
- L'italique est rarement utilisé : mots en langue étrangère, titres d'œuvres, noms de bateaux, etc.
- Les citations ne sont pas en italique mais en corps de texte normal. Elles sont entourées par des guillemets français : « et ».
- Les listes à puces sont à éviter, des paragraphes rédigés étant largement préférés. Les tableaux sont à réserver à la présentation de données structurées (résultats, etc.).
- Les appels de note de bas de page (petits chiffres en exposant, introduits par l'outil «  Source ») sont à placer entre la fin de phrase et le point final[comme ça].
- Les liens internes (vers d'autres articles de Wikipédia) sont à choisir avec parcimonie. Créez des liens vers des articles approfondissant le sujet. Les termes génériques sans rapport avec le sujet sont à éviter, ainsi que les répétitions de liens vers un même terme.
- Les liens externes sont à placer uniquement dans une section « Liens externes », à la fin de l'article. Ces liens sont à choisir avec parcimonie suivant les règles définies. Si un lien sert de source à l'article, son insertion dans le texte est à faire par les notes de bas de page.
- La présentation des références doit suivre les conventions bibliographiques. Il est recommandé d'utiliser les modèles {{Ouvrage}}, {{Chapitre}}, {{Article}}, {{Lien web}} et/ou {{Bibliographie}}. Le mode d'édition visuel peut mettre en forme automatiquement les références.
- Insérer une infobox (cadre d'informations à droite) n'est pas obligatoire pour parachever la mise en page.

Pour une aide détaillée, merci de consulter Aide:Wikification.
Si vous pensez que ces points ont été résolus, vous pouvez retirer ce bandeau et améliorer la mise en forme d'un autre article.

Structure du pimobendane

Le pimobendane est une molécule un dérivée du benzimidazole-pyridazinone, ayant une action inotrope positive et possédant de puissantes propriétés vasodilatatrices.

## Métabolisme
Lors d'administration par voie orale, la biodisponibilité du pimobendane est de 55%. Ce composé présente une forte fixation aux protéines plasmatiques (environ 93%). Ce produit a une large distribution et un métabolisme complexe rénal et hépatique. Son temps de demi-vie est de 1h.

## Mode d'action et indication
Deux mécanismes d'action permettent l'effet inotrope positif : 
- un accroissement de la sensibilité au calcium des myofilaments cardiaques
- une inhibition de la phosphodiestérase III.

Ainsi l'effet inotrope positif n'est déclenché ni par une action similaire à celle des glycosides cardiaques ni par un mécanisme sympathicomimétique.
L'effet vasodilatateur provient également de l'inhibition de la phosphodiestérase III.
Le pimobendane est notamment utilisé en médecine vétérinaire. En effet, lors d'insuffisance valvulaire et de cardiomyopathies dilatées symptomatique, lors d'utilisation en association avec d'autres médicament comme le furosémide, le produit a démontré une augmentation de la qualité et de la durée de vie des chiens traités.

## Contre-indications et effets secondaires
Le pimobendane est contre indiqué en cas de cardiomyopathies hypertrophiques ou de maladies pour lesquelles l'amélioration du débit cardiaque n'est pas possible pour des raisons fonctionnelles ou anatomiques (par exemple lors de sténose aortique). Le pimobendane étant principalement métabolisé via le foie, il ne doit également pas être utilisé lors de dysfonctionnement hépatique important.

Les effets secondaires les plus fréquemment relevés sont une atteinte de l’hémostase primaire, et des atteintes digestives (principalement diarrhée et vomissement). On retrouve également parfois des lésions cardiaques de type "jet lésions" ou encore une hypertrophie compensatoire du ventricule gauche. Les patients traités au pimobendane doivent donc être suivis par échocardiographie.